# Mark Charig
Mark Charig nebo také Marc Charig (* 22. února 1944 Londýn, Anglie) je britský kornetista a trumpetista. Byl členem doprovodných skupin hudebníků Keitha Tippetta a Long John Baldryho; později hrál se skupinou Soft Machine. Spolupracoval na několika albech skupiny King Crimson; jednalo se o alba Lizard (1970), Island (1971) a Red (1974).